# Isala punctata
Isala punctata är en spindelart som beskrevs av Ludwig Carl Christian Koch 1876. Isala punctata ingår i släktet Isala och familjen krabbspindlar. Inga underarter finns listade i Catalogue of Life.